# Petar Radovanović (glumac)
Petar Radovanović (Lapotince, blizu Leskovca; 1927 — 6. aprila 2006) bio je srpski glumac. Bio je starešina vojvođanskog glumišta i penzioner subotičkog Narodnog pozorišta.

## Život
Detinjstvo mu je prošlo u siromaštvu i stalnom, teškom fizičkom radu. Petar sam odlazi u partizane 1943. (sa samo 16 godina).
Na početku je vršio dužnost kurira, a kasnije je određen za dramsku sekciju. Tu se rodila njegova ljubav za pozorištem. Dramska sekcija bi se po mesec dana povlačila i spremala program, a posle po dva meseca obilazila teren i davala predstave. Cela imovina dramske sekcije je bila natovarena na tri stuba. Kako bi stigli u neko selo, odmah bi na leđini dizali šator i pozornicu. Posle rata završio je Nižu gimnaziju u Leskovcu, a zatim Železnički tehnikum u Puli.
Posao mu se nije sviđao, stalno je mislio na pozorište. Petar se, kasnije, javlja se na audiciju u Gradskom narodnom pozorištu u Leskovcu 1951. Već na početku je imao sreće. Debitovao je kao Hljestakov u Gogoljevom Revizoru, i to s uspehom.
Do dolaska u Suboticu, nekoliko godina je bio član Narodnog pozorišta u Kosovskoj Mitrovici i Prištini. Kada je u jesen 1963. došao u Suboticu, Petar je bio već formiran i zreo glumac, u najlepšim godinama, kada se punim plućima diše na sceni. U subotičkom Pozorištu debitovao je 21. oktobra 1963, u komadu Vere Panove „Kako si momče?”, ulogom „Miška”.
U pozorišnoj dokumentaciji brojne su predstave u kojima je Petar igrao iz sezone u sezonu:
- Zona Zamfirova
- Mrtvo duboko
- Vučjak
- Fedra
- Protekcija
- Bogojavljenska noć
- Kratak susret
- Učene žene
- Gospoda Glembajevi
- Arsenik i stare čipke
- Hamlet
- Medeja
- Koštana
- Mister Dolar
- Laža i paralaža
- Tri sestre
- Pokojnik
- Revizor
- Hamlet u selu Mrduša Donja
- Neprijatelj naroda
- Dr
- Na rubu pameti
- Malograđani
- Sumnjivo lice
- Radovan III
- Don Žuan
- Šiptar
- Sprovod u Terezijenburgu
- Aretej
- Narodni poslanik
- Otac Sam
- Kristofor Kolumbo
- Don Kihot
- Timon Atinjanin
- Antigona, Gospođica.

Kada se Mata Milošević (predsednik žirija na 22. susretu) upoznao sa njim, uputio mu je nekoliko laskavih reči i upitao ga u čijoj je klasi završio Akademiju, jer ga se ne seća. Petar se skeptično nasmešio i rekao: „Ja Akademiju ni video nisam”.

## Pohvale i nagrade
Bogat umetnički rad i društvena aktivnost nisu mogli proći bez nagrada, priznanja, pohvala ili zahvalnica. Brojne predstave koje je izvodio su kasnije postali poznati jugoslovenski filmovi.

### Nagrade za dramskog umetnika Srbije:
- 1962: orden zasluga za narod sa srebrnom zvezdom.
- 1967: za ulogu „Đavola” u predstavi „Kad bog đavolu kumuje”
- 1968: za ulogu „Učitelja” u predstavi „Poseta stare dame”
- 1973: za ulogu „Profesora” u predstavi „Bezimena zvezda”
- 1974: za ulogu „Doktora” u predstavi „Na rubu pameti”
- 1982: za ulogu „Mikca” u predstavi „Svečana večera u pogrebnom preduzeću”

### Nagrade na Suretima vojvođanskih pozorišta:
- 1970: za ulogu „Kuligina” u predstavi „Tri sestre”
- 1971: za ulogu „Alekse” u predstavi „Laža i paralaža”
- 1972: za ulogu „Andre Škunca” u predstavi „Hamlet u selu Mrduša Donja”
- 1972: nagrada novinara za ulogu „Andre Škunca” u predstavi „Hamlet u selu Mrduša Donja”
- 1972: dobitnik „Prvomajskog priznanja”
- 1974: dobitnik „Prvomajskog priznanja”
- 1975: za ulogu „Fazlijeva” u predstavi „Crnila”
- 1976: zlatni lovorov venac za ulogu „Jerotija” u predstavi „Sumnjivo lice”
- 1978: nagrada kritike za ulogu „Jerotija” u predstavi „Sumnjivo lice”
- 1982: pohvala za ulogu u predstavi „Svečana večera” u pogrebnom preduzeću „Dani komedije Svetozarevo”

## Penzija – smrt
Penzija za Petra Radovanovića nije bila smisao već samo status. Radio je bez prestanka u pozorištima:
- „KPGT”
- „Atelje 212”
- „Narodnom pozorištu u Beogradu”
- „Jugoslovenskom dramskom pozorištu”.

Poslednju predstavu, „Čudo u Šarganu”, odigrao je 27. februara 2006. godine, na sceni pozorišta „Atelje 212”, te je iste godine, 6. aprila umro.